# Flueggea tinctoria
Flueggea tinctoria (лат.) — вид двудольных растений рода Флюгея (Flueggea) семейства Филлантовые (Phyllanthaceae). Впервые описан шведским систематиком Карлом Линнеем под таксономическим названием Rhamnus tinctoria L.basionym, перенесён в состав рода Flueggea Грэди Линдером Уэбстером в 1984 году.
Некоторые источники используют некорректное таксономическое название Flueggea tinctorea.

## Распространение и среда обитания
Известен с Пиренейского полуострова: встречается в Португалии и в западной и центральной частях Испании.
Растёт на песчаных и скалистых участках по берегам рек и ручьёв. Предпочитает низменные места на высоте ниже 700 м; в горах растение уже не встречается.

## Ботаническое описание
Нанофанерофит.

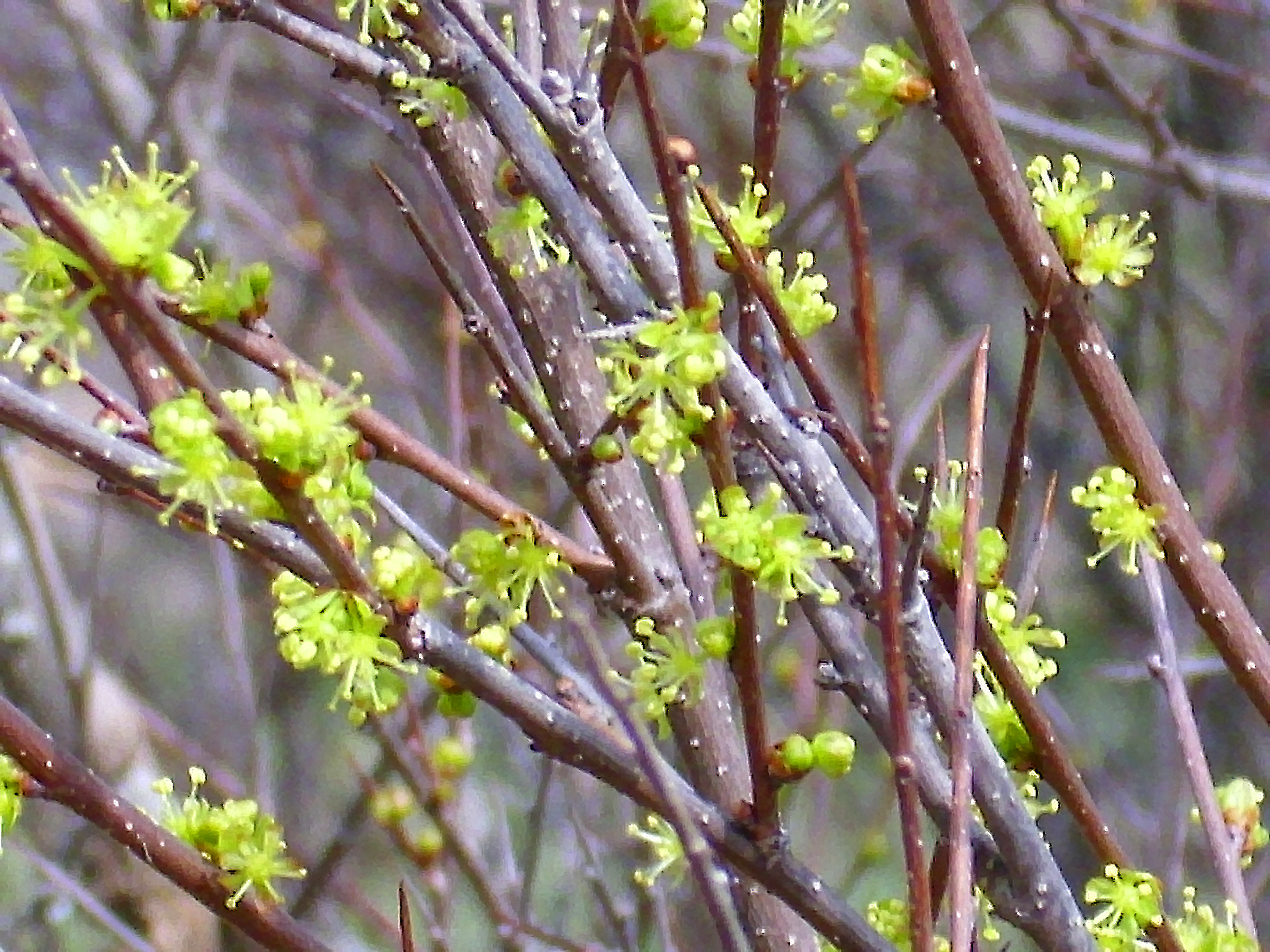
Цветущие ветви Flueggea tinctoria

Двудомный листопадный колючий кустарник высотой до 2 м.
Листья обратнояйцевидной формы, простые, цельные, размещены очерёдно в два ряда.
Цветки мужских растений в боковых соцветиях, с 5—6 сросшимися в основании чашелистиками, супротив которых расположено равное число тычинок, с рудиментарным пестиком; женские — одиночные или по 2—3, на длинных цветоножках, завязь трёхлопастная, с тремя рыльцами.
Плод — трёхгнёздная шаровидная коробочка, в каждом гнезде по два семени.
Цветёт с января по апрель.

## Значение
Благодаря гибкости ветвей и стеблей растение используется местными жителями для изготовления мётел.

## Природоохранная ситуация
Находится под особым наблюдением (статус «D») в испанском регионе Эстремадура.

## Синонимы
Синонимичные названия:
- Acidoton buxifolius (Poir.) Kuntze
- Adelia virgata Poir.
- Colmeiroa buxifolia (Poir.) Reut.
- Rhamnus buxifolia Poir.
- Rhamnus tinctoria L. ex Loefl.basionym
- Securinega buxifolia (Poir.) Müll.Arg.
- Securinega tinctoria (L. ex Loefl.) Rothm.
- Securinega virgata (Poir.) Maire
- Villanova buxifolia (Poir.) Pourr.